# Нью-Медісон (Огайо)
Нью-Медісон (англ. New Madison) — селище (англ. village) в США, в окрузі Дарк штату Огайо. Населення — 840 осіб (2020).

## Географія
Нью-Медісон розташований за координатами 39°58′4″ пн. ш. 84°42′29″ зх. д. / 39.96778° пн. ш. 84.70806° зх. д. (39.967790, -84.708065).  За даними Бюро перепису населення США в 2010 році селище мало площу 1,06 км², уся площа — суходіл.

## Демографія
Згідно з переписом 2010 року, у селищі мешкали 892 особи в 352 домогосподарствах у складі 252 родин. Густота населення становила 840 осіб/км².  Було 381 помешкання (359/км²).
Расовий склад населення:
| - 97,8 % — білих - 0,7 % — чорних або афроамериканців - 0,3 % — азіатів - 0,1 % — корінних американців |

До двох чи більше рас належало 0,7 %. Частка іспаномовних становила 0,9 % від усіх жителів.
За віковим діапазоном населення розподілялося таким чином: 28,3 % — особи молодші 18 років, 58,4 % — особи у віці 18—64 років, 13,3 % — особи у віці 65 років та старші. Медіана віку мешканця становила 36,0 року. На 100 осіб жіночої статі у селищі припадало 91,0 чоловіків;  на 100 жінок у віці від 18 років та старших — 84,4 чоловіків також старших 18 років.
Середній дохід на одне домашнє господарство  становив 49 529 доларів США (медіана — 45 192), а середній дохід на одну сім'ю — 55 625 доларів (медіана — 52 833). За межею бідності перебувало 13,0 % осіб, у тому числі 22,5 % дітей у віці до 18 років та 3,4 % осіб у віці 65 років та старших.
Цивільне працевлаштоване населення становило 428 осіб. Основні галузі зайнятості: виробництво — 35,0 %, освіта, охорона здоров'я та соціальна допомога — 29,0 %, транспорт — 7,2 %, будівництво — 7,2 %.